# 43669 Winterthur
43669 Winterthur è un asteroide della fascia principale. Scoperto nel 2002, presenta un'orbita caratterizzata da un semiasse maggiore pari a 2,6194498 UA e da un'eccentricità di 0,1382385, inclinata di 12,96280° rispetto all'eclittica.
Dal 21 settembre al 20 novembre 2002, quando 50000 Quaoar ricevette la denominazione ufficiale, è stato l'asteroide denominato con il più alto numero ordinale. Prima della sua denominazione, il primato era di 42191 Thurmann.
L'asteroide è dedicato all'omonima città svizzera.